# Mario (cantante)
Mario Dewar Barrett (Baltimore, Maryland, 27 de agosto de 1986), conocido profesionalmente como Mario, es un cantante de R&B estadounidense, popular por su éxito de 2005 "Let Me Love You", por el que ganó dos premios Billboard ese mismo año.
Mario firmó por J Records, sello de Clive Davis, por lo que es compañero de Alicia Keys (quien ha compuesto canciones para Mario), Luther Vandross, Cassidy, Dos Uno y Mónica. Sus influencias musicales incluyen a Stevie Wonder, Fernando & Q-Bah, Marvin Gaye, Sam Cooke, Nat King Cole, Brian McKnight, Boyz II Men y Joe. Actualmente reside en Nueva Jersey. Mario aparecerá en el próximo álbum de Rhymefest, Blue Collar, en la canción "All Girls Cheat".
Su tercer álbum se publicó en junio de 2006. El cantante ha colaborado con Jermaine Dupri, Ne-Yo, Janice Robinson, Eric West y Scott Storch hasta ahora, y lo espera hacer también con The Pussycat Dolls y Alicia Keys alguna vez.

## Discografía

### Álbumes
- Mario (2002) US #1 (Platino)
- Turning Point (2004) US #1 (Platino), UK #1 (Grabado en 2005)
- Go! (2007)
- D.N.A. (2009)

## Compilaciones
- Turning Point/Mario (2008)

## Singles
| Year | Title                       | Chart Position | Chart Position | Chart Position | Chart Position | Chart Position | Chart Position | Chart Position | Chart Position | Chart Position | Chart Position | Chart Position | Chart Position | Album         |
| Year | Title                       | U.S.           | U.S. R&B       | Top 40         | UK             | AUS            | NZ             | GER            | ITA            | IRE            | NET            | SWI            | EU             | Album         |
| ---- | --------------------------- | -------------- | -------------- | -------------- | -------------- | -------------- | -------------- | -------------- | -------------- | -------------- | -------------- | -------------- | -------------- | ------------- |
| 2002 | "Just a Friend 2002"        | 4              | 3              | 8              | 8              | —              | 5              | —              | —              | —              | 7              | —              | —              | Mario         |
| 2002 | "Braid My Hair"             | 7              | 8              | 3              | —              | —              | —              | —              | —              | —              | —              | —              | —              | Mario         |
| 2003 | "C'mon"                     | 2              | 1              | 4              | 2              | —              | —              | —              | —              | —              | —              | —              | —              | Mario         |
| 2004 | "Let Me Love You"           | 1              | 1              | 1              | 2              | 3              | 1              | 1              | 2              | 5              | 1              | 2              | 1              | Turning Point |
| 2005 | "How Could You"             | 5              | 4              | 7              | —              | 7              | —              | —              | —              | —              | —              | —              | —              | Turning Point |
| 2005 | "Here I Go Again"           | —              | 9              | —              | 1              | 5              | 6              | 5              | 5              | 6              | 4              | 4              | 9              | Turning Point |
| 2005 | "Boom" (featuring Juvenile) | —              | —              | 2              | —              | —              | —              | —              | —              | —              | —              | —              | —              | Turning Point |
| 2007 | "How Do I Breathe"          | 4              | 1              | 3              | 1              | 3              | 1              | 4              | -              | 1              | —              | 1              | 4              | Go!           |
| 2007 | "Crying out for Me"         | 3              | 5              | 2              | —              | —              | —              | —              | —              | —              | —              | 1              | —              | Go!           |
| 2008 | "Music for Love"            | 9              | 8              | —              | —              | —              | —              | —              | —              | —              | —              | —              | —              | Go!           |

### Otros singles
| Year | Title                                    | Chart positions | Chart positions | Chart positions | Chart positions | Chart positions | Album |
| Year | Title                                    | U.S.            | U.S. R&B        | Top 40          | Pop 100         | Rap Tracks      | Album |
| ---- | ---------------------------------------- | --------------- | --------------- | --------------- | --------------- | --------------- | ----- |
| 2009 | "That's How I Go" (Baby Bash feat.Mario) | 107             | —               | 20              | 90              | 17              | N/A   |

## Videografía

### Videos musicales
| Year | Title                       | Director     |
| ---- | --------------------------- | ------------ |
| 2002 | "Just a Friend"             | Diane Martel |
| 2002 | "Braid My Hair"             | Bryan Barber |
| 2003 | "C'Mon"                     | Erike White  |
| 2004 | "Let Me Love You"           | Little X     |
| 2005 | "How Could You"             | Benny Boom   |
| 2005 | "Here I Go Again"           | Ray Kay      |
| 2005 | "Boom" (featuring Juvenile) | Benny Boom   |
| 2007 | "How Do I Breathe"          | Melina       |
| 2007 | "Crying Out for Me"         | Gil Green    |
| 2007 | "Do Right"                  | Mario        |
| 2008 | "Choosin"                   | Juwan Lee    |
| 2009 | "That's How I Go"           |              |

### DVD
- 2002: Just a Friend (DVD Single)

### Cameos
"Jump Off"(Sterling Simms feat Sean P)

## Filmografía

### Películas
| Año  | Título           | Rol          | Notas      |
| ---- | ---------------- | ------------ | ---------- |
| 2003 | Uncle P          | El mismo     | Minor role |
| 2006 | Step Up          | Miles Darby  | Lead role  |
| 2007 | Freedom Writers  | Andre Bryant | Lead role  |
| 2012 | Destination Fame | Wizzy        | Lead role  |

### Televisión
| Year | Title                  | Role     | Notes                       |
| ---- | ---------------------- | -------- | --------------------------- |
| 2003 | One on One             | Himself  | Minor role                  |
| 2008 | Dancing with the Stars | Himself  | Contestant (Eliminated 8th) |
| 2014 | Love That Girl!        | Terrence | Guest role                  |